# Lamborghini Revuelto

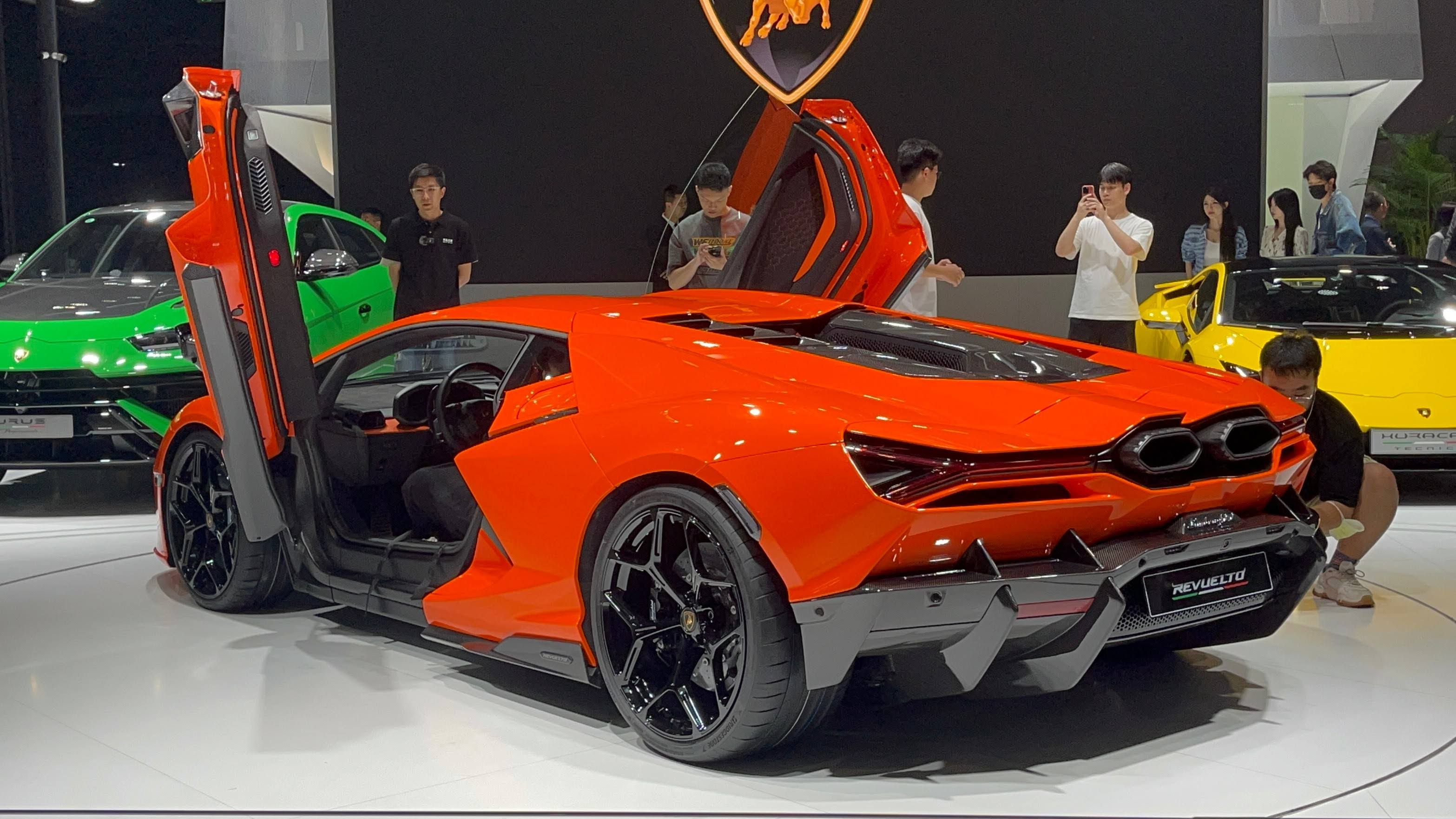
Вид сзади

Lamborghini Revuelto — суперкар, выпускаемый компанией Lamborghini с 2023 года. Пришёл на смену автомобилю Lamborghini Aventador. Дебютировал 29 марта 2023 года.

## История
Автомобиль Lamborghini Revuelto дебютировал 29 марта 2023 года. Компания утверждает, что Revuelto — кличка быка, которая существовала в Испании в 1880 году. По сути, это первый гибридный автомобиль компании Lamborghini.

## Дизайн
Автомобиль Lamborghini Revuelto использует Y-образный дизайн ДХО, задних фонарей, боковых воздухозаборников и других элементов. Кузов имеет «монофюзеляж» массой 188 кг, который на 20 % легче, чем у Lamborghini Aventador. Крутящий момент двигателя на 25 % выше, чем у Lamborghini Aventador. Автомобиль разгоняется за 2,5 секунды до 100 км/ч и за 7 секунд до 200 км/ч.

## Технические характеристики
| Цилиндров                       | 12                                                           |
| Объём                           | 6498.5 см3                                                   |
| Мощность                        | ДВС: 825 л. с. Электродвигатель: 190 л. с. Всего: 1015 л. с. |
| Крутящий момент                 | ДВС: 725 Н*м Электродвигатель: 82 Н*м Всего: 807 Н*м         |
| Трансмиссия                     | 8-скор. E-Gear                                               |
| Привод                          | Полный                                                       |
| Максимальная скорость           | 350 км/ч                                                     |
| Разгон до 100 км/ч (62 миль/ч)  | 2,5 сек.                                                     |
| Разгон до 200 км/ч (124 миль/ч) | 7,0 сек.                                                     |
| Сухая масса                     | 1772 кг (3907 фунт)                                          |
| Аккумулятор                     |                                                              |
| Тип                             | Литий-ионный                                                 |
| Батарея                         | 3,8 кВт*ч                                                    |
| Запас хода (WLTP)               | 10 км                                                        |